# Praebebalia nanhaiensis
Praebebalia nanhaiensis is een krabbensoort uit de familie van de Leucosiidae. De wetenschappelijke naam van de soort is voor het eerst geldig gepubliceerd in 2002 door Chen & Sun.